# Relations entre l'OTAN et la Suède
Les relations entre la Suède et l'OTAN sont des relations militaires existant depuis 1994 entre la Suède et l'Organisation du traité de l'Atlantique nord (OTAN).
À la suite de l'invasion de l'Ukraine par la Russie en 2022, la Finlande ainsi que la Suède craignent pour leur sécurité et demandent une intégration à l'organisation le 18 mai 2022.
Le 7 mars 2024, la Suède devient le 32e État membre de l'OTAN après un processus d'adhésion de près de deux ans.

## Histoire

### Avant la guerre russo-ukrainienne
Avant le conflit russo-ukrainien, la Suède adopte une position de neutralité militaire. En effet, le maréchal Jean Baptiste Bernadotte désengage la Suède des conflits en Europe en 1814 en refusant de prendre part aux guerres napoléoniennes. Depuis, le pays ne participe directement à aucune guerre ni coalition.
Son entrée dans l'Union européenne le 1er janvier 1995 amorce la fin de cette longue tradition de neutralité et son rapprochement avec l'Europe de l'Ouest. En 2007, le traité de Lisbonne engage ainsi les pays membres de l’Union européenne à une assistance mutuelle en cas d’attaque.

### Depuis la guerre russo-ukrainienne
Le 24 février 2022 a lieu l'invasion de l'Ukraine par la Russie dans le contexte de la guerre russo-ukrainienne. De multiples appels dans la sont alors lancés pour adhérer à l'OTAN. Ainsi, les journaux Dagens Nyheter et Svenska Dagbladet plaident avec l'Expressen (qui estime que c'est « [leur] meilleure option pour l'avenir ») pour une adhésion rapide à la coalition militaire. Un débat est ouvert le 11 avril 2022 au gouvernement suédois en vue d'une possible adhésion.
Début avril 2022, le secrétaire général de l'OTAN Jens Stoltenberg déclare qu'une candidature de la Suède serait accueillie chaleureusement au sein de l'organisation et que le processus d'adhésion se déroulerait sans heurts. Le 15 mai 2022, la Suède annonce officiellement que le pays fera une demande afin d'adhérer à l'OTAN. Le 18 mai 2022, la Finlande et la Suède soumettent leur candidature pour rejoindre l'OTAN.
À la suite des demandes d'adhésion de la Suède et de la Finlande, Joe Biden, président des États-Unis, montre fermement son soutien à leur intégration et annonce également travailler avec ces deux pays pour veiller à leur sécurité commune. La France, quant à elle, affirme qu'elle se tiendrait « aux côtés de la Finlande et de la Suède » en cas d'agression. Le gouvernement du Royaume-Uni montre également son intérêt à ce que les deux pays les rejoignent.
Le Premier ministre finlandais pense que le processus pourrait ne durer que quelques semaines. « Nous nous attendons à ce que [l'adhésion] ne prenne pas plus d'un an » a de son côté déclaré la cheffe du gouvernement suédois, Magdalena Andersson.
Toutefois, la Turquie, se montre dès le début du processus défavorable à l'adhésion de la Suède et la Finlande dans l'OTAN. Elle leur reproche d'héberger et de ne pas approuver les demandes d'extradition de personnes jugées comme faisant partie de groupes terroristes,. Ce sont des membres du Parti des travailleurs du Kurdistan (PKK), du Parti de l'union démocratique (PYD), des Unités de protection du peuple (YPG) et du mouvement Gülen,. Après plusieurs discussions entre Recep Tayyip Erdoğan et la Premier ministre suédoise, les différends semblent se régler par la voie diplomatique entre les deux pays. En effet, après plusieurs semaines de pourparlers entre les trois pays, le président turc annonce le 28 juin 2022 lever son veto à l'adhésion des deux pays. La Suède et la Finlande auraient fait preuve d'une pleine coopération avec la Turquie en opérant la levée de restrictions et l'évaluation de l'extradition (dix ont été rejetés en Suède),. Malgré les efforts fournis, les deux pays scandinaves ne sont pas à l'abri d'un retournement de situation, la Turquie menace encore les deux pays d'un veto.
Le 27 septembre 2022, 28 des 30 pays membres de l'alliance valident l'adhésion de la Suède à l'OTAN. Le dernier à l'avoir fait est l'Espagne qui a accepté le 21 septembre. Seules la Hongrie et la Turquie n'ont pas encore accepté l'adhésion du pays nordique à cette date. Le 4 octobre 2022, le président du parlement hongrois n'a toujours pas mis cette demande d'adhésion à l'ordre du jour.
Après la victoire de Recep Tayyip Erdogan à l'élection présidentielle turque le 28 mai 2023, les membres de l'OTAN souhaitent accélérer le processus d'intégration de la Suède. Cette dernière estime « avoir rempli ses engagements vis-à-vis de la Turquie », notamment après l'adoption d'une loi antiterroriste ainsi que la levée de l'embargo sur la livraison d'armes à la Turquie.
L'opinion publique suédoise se prononce progressivement en faveur de l'intégration à l'OTAN. En 2022, un Suédois sur deux était en faveur de l'intégration, contre deux Suédois sur trois en 2023[réf. nécessaire].
Le 7 mars 2024, la Suède rejoint officiellement l'organisation. Le chef de la diplomatie américaine Antony Blinken déclare alors que « Tout vient à point à qui sait attendre », en référence au long processus de ratification de l'adhésion.

## Ratification
| Signataire        | Date              | Institution                | Pour | Contre | AB  | Déposition        | Ref.   |
| ----------------- | ----------------- | -------------------------- | ---- | ------ | --- | ----------------- | ------ |
| Albanie           | 7 juillet 2022    | Parlement                  | 114  | 0      | 0   | 11 août 2022      |        |
| Albanie           | 10 juillet 2022   | Consentement présidentiel  | Oui  | Oui    | Oui | 11 août 2022      |        |
| Allemagne         | 8 juillet 2022    | Bundestag                  | Oui  | Oui    | Oui | 20 juillet 2022   |        |
| Allemagne         | 8 juillet 2022    | Bundesrat                  | Oui  | Oui    | Oui | 20 juillet 2022   |        |
| Allemagne         | 11 juillet 2022   | Consentement présidentiel  | Oui  | Oui    | Oui | 20 juillet 2022   |        |
| Belgique          | 20 juillet 2022   | Chambre des représentants  | 121  | 11     | 0   | 11 août 2022      |        |
| Belgique          | 21 juillet 2022   | Consentement royal         | Oui  | Oui    | Oui | 11 août 2022      |        |
| Bulgarie          | 13 juillet 2022   | Assemblée nationale        | 195  | 11     | 0   | 9 août 2022       |        |
| Bulgarie          | 18 juillet 2022   | Consentement présidentiel  | Oui  | Oui    | Oui | 9 août 2022       |        |
| Canada            | 5 juillet 2022    | Gouvernement               | Oui  | Oui    | Oui | 5 juillet 2022    | [ 21 ] |
| Croatie           | 15 juillet 2022   | Sabor                      | 125  | 3      | 0   | 25 août 2022      |        |
| Croatie           | 19 juillet 2022   | Consentement présidentiel  | Oui  | Oui    | Oui | 25 août 2022      |        |
| Danemark          | 7 juin 2022       | Folketing                  | 95   | 0      | 0   | 5 juillet 2022    |        |
| Espagne           | 15 septembre 2022 | Congrès des députés        | 290  | 11     | 47  | 6 octobre 2022    |        |
| Espagne           | 21 septembre 2022 | Sénat                      | 245  | 1      | 17  | 6 octobre 2022    |        |
| Espagne           | 27 septembre 2022 | Consentement royal         | Oui  | Oui    | Oui | 6 octobre 2022    |        |
| Estonie           | 6 juillet 2022    | Riigikogu                  | 79   | 0      | 3   | 22 juillet 2022   |        |
| Estonie           | 6 juillet 2022    | Consentement présidentiel  | Oui  | Oui    | Oui | 22 juillet 2022   |        |
| États-Unis        | 3 août 2022       | Sénat                      | 95   | 1      | 1   | 18 août 2022      |        |
| États-Unis        | 9 août 2022       | Consentement présidentiel  | Oui  | Oui    | Oui | 18 août 2022      |        |
| Finlande          | 1er mars 2023     | Parlement                  | 184  | 7      | 8   | 4 avril 2023      |        |
| Finlande          | 23 mars 2023      | Consentement présidentiel  | Oui  | Oui    | Oui | 4 avril 2023      |        |
| France            | 21 juillet 2022   | Sénat                      | 323  | 17     | 8   | 16 août 2022      | [ 22 ] |
| France            | 2 août 2022       | Assemblée nationale        | 209  | 46     | 53  | 16 août 2022      | [ 23 ] |
| France            | 14 août 2022      | Consentement présidentiel  | Oui  | Oui    | Oui | 16 août 2022      | [ 24 ] |
| Grèce             | 15 septembre 2022 | Parlement hellénique       | Oui  | Oui    | Oui | 14 octobre 2022   |        |
| Grèce             | 15 septembre 2022 | Consentement présidentiel  | Oui  | Oui    | Oui | 14 octobre 2022   |        |
| Hongrie           | 26 février 2024   | Assemblée nationale        | 188  | 0      | 6   | 7 mars 2024       | [ 25 ] |
| Hongrie           | 5 mars 2024       | Consentement présidentiel  | Oui  | Oui    | Oui | 7 mars 2024       | [ 26 ] |
| Islande           | 7 juin 2022       | Althing                    | 44   | 0      | 5   | 6 juillet 2022    |        |
| Islande           | 5 juillet 2022    | Consentement présidentiel  | Oui  | Oui    | Oui | 6 juillet 2022    |        |
| Italie            | 2 août 2022       | Chambre des députés        | 398  | 20     | 9   | 17 août 2022      |        |
| Italie            | 3 août 2022       | Sénat                      | 202  | 13     | 2   | 17 août 2022      |        |
| Italie            | 5 août 2022       | Consentement présidentiel  | Oui  | Oui    | Oui | 17 août 2022      |        |
| Lettonie          | 14 juillet 2022   | Saeima                     | 78   | 0      | 0   | 22 juillet 2022   |        |
| Lettonie          | 15 juillet 2022   | Consentement présidentiel  | Oui  | Oui    | Oui | 22 juillet 2022   |        |
| Lituanie          | 20 juillet 2022   | Seimas                     | 112  | 1      | 0   | 4 août 2022       |        |
| Lituanie          | 20 juillet 2022   | Consentement présidentiel  | Oui  | Oui    | Oui | 4 août 2022       |        |
| Luxembourg        | 12 juillet 2022   | Chambre des députés        | 58   | 0      | 2   | 9 août 2022       |        |
| Luxembourg        | 22 juillet 2022   | Promulgation grand-ducale  | Oui  | Oui    | Oui | 9 août 2022       |        |
| Macédoine du Nord | 27 juillet 2022   | Assemblée                  | 103  | 2      | 0   | 22 août 2022      |        |
| Macédoine du Nord | 27 juillet 2022   | Consentement présidentiel  | Oui  | Oui    | Oui | 22 août 2022      |        |
| Monténégro        | 28 juillet 2022   | Skupština                  | 57   | 2      | 11  | 13 septembre 2022 |        |
| Monténégro        | 1er août 2022     | Consentement présidentiel  | Oui  | Oui    | Oui | 13 septembre 2022 |        |
| Norvège           | 16 juin 2022      | Storting                   | 98   | 4      | 0   | 7 juillet 2022    |        |
| Norvège           | 22 juin 2022      | Consentement royal         | Oui  | Oui    | Oui | 7 juillet 2022    |        |
| Pays-Bas          | 12 juillet 2022   | Première Chambre           | 71   | 1      | 0   | 20 juillet 2022   |        |
| Pays-Bas          | 7 juillet 2022    | Seconde Chambre            | 142  | 8      | 0   | 20 juillet 2022   |        |
| Pays-Bas          | 13 juillet 2022   | Consentement royal         | Oui  | Oui    | Oui | 20 juillet 2022   |        |
| Pologne           | 7 juillet 2022    | Sejm                       | 442  | 0      | 0   | 3 août 2022       |        |
| Pologne           | 20 juillet 2022   | Sénat                      | 96   | 0      | 0   | 3 août 2022       |        |
| Pologne           | 22 juillet 2022   | Consentement présidentiel  | Oui  | Oui    | Oui | 3 août 2022       |        |
| Portugal          | 16 septembre 2022 | Assemblée de la République | 219  | 11     | 0   | 11 octobre 2022   |        |
| Portugal          | 19 septembre 2022 | Consentement présidentiel  | Oui  | Oui    | Oui | 11 octobre 2022   |        |
| Roumanie          | 20 juillet 2022   | Chambre des députés        | 227  | 0      | 3   | 22 août 2022      |        |
| Roumanie          | 20 juillet 2022   | Sénat                      | 94   | 0      | 0   | 22 août 2022      |        |
| Roumanie          | 22 juillet 2022   | Consentement présidentiel  | Oui  | Oui    | Oui | 22 août 2022      |        |
| Royaume-Uni       | 5 juillet 2022    | Gouvernement               | Oui  | Oui    | Oui | 8 juillet 2022    |        |
| Slovaquie         | 27 septembre 2022 | Conseil national           | 124  | 15     | 1   | 4 octobre 2022    |        |
| Slovaquie         | 28 septembre 2022 | Consentement présidentiel  | Oui  | Oui    | Oui | 4 octobre 2022    |        |
| Slovénie          | 14 juillet 2022   | Assemblée nationale        | 77   | 5      | 0   | 24 août 2022      |        |
| Slovénie          | 22 juillet 2022   | Consentement présidentiel  | Oui  | Oui    | Oui | 24 août 2022      |        |
| Tchéquie          | 27 août 2022      | Chambre des députés        | 135  | 4      | 12  | 19 septembre 2022 |        |
| Tchéquie          | 10 août 2022      | Sénat                      | 66   | 0      | 0   | 19 septembre 2022 |        |
| Tchéquie          | 31 août 2022      | Consentement présidentiel  | Oui  | Oui    | Oui | 19 septembre 2022 |        |
| Turquie           | 24 janvier 2024   | Grande Assemblée nationale | 287  | 55     | 4   | 25 janvier 2024   |        |
| Turquie           | 25 janvier 2024   | Consentement présidentiel  | Oui  | Oui    | Oui | 25 janvier 2024   | [ 27 ] |

## Les relations de la Suède avec les pays de l'OTAN
- Albanie
- Allemagne
- Belgique
- Bulgarie
- Canada
- Croatie
- Danemark
- Espagne
- Estonie
- États-Unis
- Finlande
- France
- Grèce
- Hongrie
- Islande
- Italie
- Lettonie
- Lituanie
- Luxembourg
- Macédoine du Nord
- Monténégro
- Norvège
- Pays-Bas
- Pologne
- Portugal
- Roumanie
- Royaume-Uni
- Slovaquie
- Slovénie
- Tchéquie
- Turquie